# La Esperanza, Manlio Fabio Altamirano
La Esperanza är en ort i Mexiko.   Den ligger i kommunen Manlio Fabio Altamirano och delstaten Veracruz, i den sydöstra delen av landet, 300 km öster om huvudstaden Mexico City. La Esperanza ligger 48 meter över havet och antalet invånare är 258.
Terrängen runt La Esperanza är platt, och sluttar österut. Runt La Esperanza är det ganska glesbefolkat, med 39 invånare per kvadratkilometer. Närmaste större samhälle är Manlio Fabio Altamirano, 8,8 km norr om La Esperanza. Omgivningarna runt La Esperanza är en mosaik av jordbruksmark och naturlig växtlighet.